# DIM
| Оценки критиков | Оценки критиков |
| Источник        | Оценка          |
| --------------- | --------------- |
| Allmusic        | [ 1 ]           |
| Neo Magazine    | [ 2 ]           |

DIM — четвёртый студийный альбом японской Visual kei рок-группы The GazettE, вышедший 15 июля 2009 года. Продажи альбома DIM стартовали с пятой строчки японского чарта Oricon, за первую неделю было распродано  37,797 экземпляров. Альбом включает в себя три сингла: "Guren", "Leech" и "Distress and Coma".

## Список композиций

### Регулярное издание
Все тексты написаны Ruki, вся музыка написана the GazettE.
| №   | Название                    | Автор(ы)    | Длительность |
| --- | --------------------------- | ----------- | ------------ |
| 1.  | «Hakuri (剥離)»             | Руки        | 1:43         |
| 2.  | «The Invisible Wall»        | Руки        | 3:59         |
| 3.  | «A Moth Under the Skin»     | Аой         | 2:57         |
| 4.  | «Leech»                     | Руки        | 4:15         |
| 5.  | «Nakigahara (泣ヶ原)»       | Руки        | 7:19         |
| 6.  | «Erika (エ リ カ)»          | the GazettE | 0:53         |
| 7.  | «HEADACHE MAN»              | Руки        | 3:54         |
| 8.  | «Guren (紅蓮)»              | Руки        | 5:40         |
| 9.  | «Shikyū (子宮)»             | the GazettE | 0:43         |
| 10. | «13STAIRS[-]1»              | Уруха       | 5:03         |
| 11. | «Distress and Coma»         | Руки        | 5:15         |
| 12. | «Kanshoku (感触)»           | the GazettE | 0:52         |
| 13. | «Shiroki Yūutsu (白き優鬱)» | Аой         | 4:29         |
| 14. | «In the Middle of Chaos»    | Руки        | 3:02         |
| 15. | «Mōrō (朦朧)»               | the GazettE | 0:23         |
| 16. | «Ogre»                      | Руки        | 3:14         |
| 17. | «Dim Scene»                 | Уруха       | 5:12         |

### DVD (Лимитированное издание)
| №   | Название                                                  | Длительность |
| --- | --------------------------------------------------------- | ------------ |
| 18. | «The Invisible Wall (PV)»                                 |              |
| 19. | «The Other Side of Dim (сборник записей клипов в студии)» |              |

Лимитированное издание продавалось в Tower Records и в комплекте также имелись пять открыток, наклейка на бампер автомобиля и плакат.